# 川岸文三郎
川岸 文三郎（かわぎし ぶんざぶろう、1882年1月1日 - 1957年6月16日）は、日本陸軍の軍人。最終階級は陸軍中将。

## 経歴
群馬県出身。川岸虎造の二男として生まれる。太田中学校を経て、1903年11月、陸軍士官学校（15期）を卒業、翌年3月、歩兵少尉任官。日露戦争では、歩兵第3連隊付として出征した。1911年11月、陸軍大学校（23期）を卒業。
清国駐屯軍司令部付、参謀本部員、参謀本部付（上海）、支那駐屯軍参謀、近衛歩兵第2連隊大隊長、参謀本部員、関東軍司令部付、参謀本部員、第1師団参謀などを歴任し、1924年2月、侍従武官となった。
近衛歩兵第4連隊長を経て、1931年8月、陸軍少将となり再び侍従武官に就任。独立混成第11旅団長を経て、1935年8月、陸軍中将となった。第12師団司令部付、第12師団留守司令官などを歴任し、第20師団長在任時に日中戦争が勃発し動員され、華北地方を転戦した。東部防衛司令官などを経て、1939年12月、予備役に編入された。
のち、朝鮮連盟事務局総長、興亜練成所長、大東亜練成院第1部長を歴任した。
1947年（昭和22年）11月28日、公職追放仮指定を受けた。

## 栄典
位階
- 1904年（明治37年）5月17日 - 正八位[2]
- 1905年（明治38年）8月18日 - 従七位[3]
- 1910年（明治43年）9月30日 - 正七位[4]
- 1915年（大正4年）10月30日 - 従六位[5]
- 1920年（大正9年）11月30日 - 正六位[6]
- 1931年（昭和6年）2月2日 - 正五位[7]
- 1935年（昭和10年）9月2日 - 従四位[8]

勲章
- 1930年（昭和5年）10月15日 - 旭日中綬章[9]
- 1934年（昭和9年）2月7日 - 勲二等瑞宝章[10]
- 1940年（昭和15年）8月15日 - 紀元二千六百年祝典記念章[11]

## 親族
- 娘婿 水町勝城（陸軍中佐）